# 阿克萊 (愛荷華州)
阿克萊（Ackley, Iowa）是美国艾奥瓦州哈丁縣和富蘭克林縣下轄的一个城市。2010年人口统计为1,589人。

## 人口
截至2010年人口普查，居住在城市中的共有1,589戶，699戶為家族成員（Household），447戶為家庭成員（Family）。人口密度為648.6名居民每平方英里（250.4名居民每平方）。有789個住房單位，平均密度為322.0每平方英里（124.3每平方）。種族構成為94.8％白種人，0.1%非裔美國人，0.1%美洲原住民，4.0%其他種族，1.0%為多種族混血。西班牙裔及拉丁裔佔8.8%。